# Schlatt unter Krähen
Das Dorf Schlatt unter Krähen ist ein Stadtteil mit 1076 Einwohnern (Stand: 31. Dez. 2023) von Singen (Hohentwiel) im Landkreis Konstanz in Baden-Württemberg.

## Geographie

### Geographische Lage
Schlatt liegt an der nördlichen Gemarkungsgrenze von Singen, inmitten der durch ihre Vulkankegel charakterisierten, bewegten Hegaulandschaft, am Fuße des Hegauberges Hohenkrähen (Krayen) auf 449 m ü. NHN. Die bestehenden Streuobstwiesen und die lockere Dorfstruktur von Schlatt verweisen auf eine früher landwirtschaftlich geprägte Gemeinde. Schlatt hat sich in den letzten Jahren vom Bauerndorf zur Wohngegend entwickelt. Von den einst vielen landwirtschaftlichen Betrieben sind nur noch einige wenige übrig.

### Ausdehnung des Gebiets
Die Gesamtfläche der Gemarkung Schlatt unter Krähen beträgt knapp 330 Hektar.

## Geschichte
Schlatt unter Krähen wurde 787 erstmals urkundlich durch das Kloster St. Gallen erwähnt. Der Name stammt aus dem Althochdeutschen und kann entweder Sumpf (Slate) oder Holzschlag (Slant) bedeuten.
Geschichtlich ist Schlatt eng mit dem Schicksal des Hohenkrähen verbunden, der Bau der Burganlagen auf dem Hohenkrähen und der Erwerb des Dorfes und der umliegenden Güter durch die Herren von Friedingen erfolgte gegen Ende des 12. Jahrhunderts. Schlatt unter Krähen hatte wie Singen viele wechselnde Besitzer zu verzeichnen.
Mit der am 1. Dezember 1971 erfolgten Eingemeindung zu Singen hat die Gemeinde Schlatt unter Krähen ihre Selbständigkeit aufgegeben und ist zu einem Stadtteil von Singen geworden.

### Einwohnerentwicklung
Die folgende Tabelle zeigt die Einwohnerentwicklung von Schlatt seit 2002 bis heute:
| Jahr                        | 2002  | 2003  | 2004  | 2005 | 2006 | 2007 | 2008 | 2009  | 2010 | 2011  | 2012  | 2013 |
| --------------------------- | ----- | ----- | ----- | ---- | ---- | ---- | ---- | ----- | ---- | ----- | ----- | ---- |
| Einwohnerzahl (am 31. Dez.) | 1145  | 1124  | 1106  | 1114 | 1116 | 1123 | 1130 | 1108  | 1115 | 1113  | 1090  | 1111 |
| Änderung zum Vorjahr        | k. A. | −21   | −18   | 8    | 2    | 7    | 7    | −22   | 7    | −2    | −23   | 21   |
| Änderung in %               | k. A. | −1,83 | −1,60 | 0,72 | 0,18 | 0,63 | 0,62 | −1,95 | 0,63 | −0,18 | −2,07 | 1,93 |

## Politik
Die Verwaltung in Schlatt setzt sich aus acht Ortschaftsräten zusammen, aus deren Mitte der Ortsvorsteher gewählt wird.

### Ortsvorsteher
Ortsvorsteher von Schlatt unter Krähen ist Markus Moßbrugger (Stand 2014).

### Wappen
Das Wappen der ehemaligen Gemeinde Schlatt unter Krähen zeigt in rot und grün den Berg und die Burg Hohenkrähen.

## Kultur und Sehenswürdigkeiten

### Bauwerke
- Die Burg Hohenkrähen lag ebenso wie die – seit 1980 nicht mehr bediente – Bahnstation “Hohenkrähen” auf der Gemarkung Hohenkrähen, die bis 1924 existierte. Heute liegt die Burg Hohenkrähen auf der Gemarkung Duchtlingen und der Bahnhof auf der Gemarkung von Mühlhausen-Ehingen.
- Das Schloss Schlatt unter Krähen (erbaut 1570) und der daran grenzende Park befinden sich in Privatbesitz und gehört Patrick Graf Douglas – Reichsfreiherr von Reischach. Er bewohnt das Schloss mit seiner Familie und ist Mitglied der, aus Schottland stammenden und seit hundert Jahren im Hegau ansässigen, gräflichen Familie Douglas.
- Die St. Johanneskapelle, erbaut 1746, enthält die Grablege der Freiherrlichen Familie von Reischach.
- Die St. Johannes-der-Täufer-Kirche aus dem 20. Jahrhundert mit Fenstern des Künstlers Valentin Feuerstein.

### Regelmäßige Veranstaltungen
Das Schlatter Dorffest mit bäuerlicher Brauchtumspflege findet seit der 1200-Jahr-Feier 1987 alle zwei Jahre statt.

## Wirtschaft und Infrastruktur

### Verkehr
Schlatt unter Krähen profitierte im Besonderen vom Bau der Bahnstation 1868 mit der Zugstrecke Schwarzwaldbahn. Schlatt wurde dadurch zu einer Pendler- und damit Wohngemeinde.